# Baltazar Antoni Czeczel Nowosielecki
Baltazar (Antoni Balcer) Czeczel Nowosielecki herbu Jelita – podczaszy żytomierski w latach 1697–1704, deputat na Trybunał Główny Koronny w kadencji 1701/1702 roku z ziemi halickiej.
Był członkiem konfederacji sandomierskiej 1704 roku.